# Верих, Ян
Ян Верих (чеш. Jan Werich, 6 февраля 1905 года, Прага — 31 октября 1980 года, там же) — чешский актёр, писатель
, драматург и киносценарист. В молодости выступал в дуэте с Иржи Восковцем. Народный артист Чехословакии (1963).

## Биография
Ян Верих родился в Праге и с 1916 по 1924 год учился там в реальной гимназии вместе со своим будущим партнёром Иржи Восковцем. Затем он поступил на юридический факультет Карлова университета, но в 1927 году оставил его, чтобы посвятить себя театру. Творческий дуэт его с Восковцем возник ещё в 1926 году во время совместной работы в журнале «Преобразование» (Přerod), а вскоре они преобразовали его в артистический дуэт «V + W», начав выступать на сцене пражского Освобождённого театра, который стал их основной сценической площадкой.
Верих и Восковец работали в жанре сатирического музыкального ревю, отличавшегося левой и крайне антифашистской направленностью, резкой критикой социальных проблем. Их персонажами часто были клоуны, ведущие помимо сценического действия активный диалог с залом, творчество содержало значительные элементы дадаистской стилистики. В то же время некоторые из работ Вериха и Восковца были основаны на сюжетах известных пьес, в том числе Нестроя, Лабиша и Флетчера. Ряд их шоу был перенесён Мартином Фричем на киноэкран либо стал основой для самостоятельных лент в той же стилистике. Самыми известными среди этих пяти фильмов стали «Эй-хо!» (Hej rup!, 1934) и «Мир принадлежит нам» (Svět patří nám, 1937).
После захвата Чехословакии нацистской Германией в 1938 году Верих и Восковец вместе с их постоянным композитором Ярославом Ежеком эмигрировали в США, где продолжали выступать среди чешской диаспоры, а также на чешском вещании радиостанции «Голос Америки». В 1945 году Верих, а в 1946 году Восковец вернулись на освобождённую родину и попытались возобновить прежнюю деятельность, однако в изменившихся условиях, особенно после прихода к власти коммунистов, эти попытки были обречены на неудачу, и в 1948 году Восковец эмигрировал вторично, уже навсегда.
Ян Верих после распада дуэта сотрудничал в ряде пражских театров, где пытался возродить в изменившихся условиях некоторые из прежних постановок и воссоздать дуэт, привлекши Мирослава Горничка, сотрудничал с мультипликатором Иржи Трнкой. В то же время важной сферой его деятельности стал кинематограф, где он снялся в целом ряде фильмов, в которых активно участвовал в написании сценариев. Среди них самыми известными стали сказки «Пекарь императора — Император пекарей» (Císařův pekař a pekařův císař, 1951) и «Жил-был один король» (Byl jednou jeden král, 1955), а также притча Войтеха Ясного «Вот придёт кот» (Až přijde kocour, 1963), ставшая одним из первых фильмов чехословацкой «новой волны» в кинематографе. В 1963 году Верих получил звание Народного артиста ЧССР. Своим добродушным видом, низким голосом и сияющей улыбкой Ян Верих вызывал ассоциации с Санта-Клаусом. В 1967 году актёр был приглашён на роль главного злодея Блофельда в фильм бондианы «Живёшь только дважды», но в конечном счёте снят с этой роли из-за плохого владения английским языком и слишком доброго внешнего облика. Официальной причиной была названа болезнь актёра.
В 1968 году Верих был среди подписавших манифест в поддержку реформ «2000 слов». После силового подавления Пражской весны актёр выехал в Вену, но в следующем году принял решение вернуться. В 1977 году он подписал Антихартию, осуждавшую оппозиционную «Хартию 77», инициированную Вацлавом Гавелом. Сам Верих утверждал, что был вынужден сделать это под давлением властей.
Ещё одним важным направлением его деятельности в послевоенное время стало литературное творчество. В 1960 году он выпустил сборник детских сказок «Фимфарум» (Fimfárum) и путевых заметок «Итальянские каникулы» (Italské prázdniny). Также Верих известен как автор многочисленных афоризмов.
Был похоронен на Ольшанском кладбище. После Бархатной революции рядом с ним был перезахоронен Иржи Восковец, скончавшийся в США в 1981 году.
В 2005 году в телевизионном шоу «Величайший чех» по итогам зрительского голосования Ян Верих занял 6 место, опередив, к примеру, Яна Гуса.

## Избранная фильмография

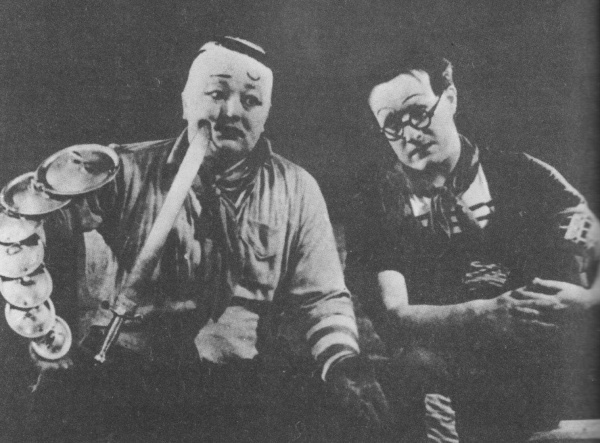
Ян Верих (слева) и Иржи Восковец на сцене в 1938 году

### В дуэте с Иржи Восковцем
- Порошок и бензин (Pudr a benzín, 1931)
- Деньги или жизнь (Peníze nebo život, 1932)
- У нас в Дуракове (U nás v Kocourkově, 1932)
- Эй-хо! (Hej rup!, 1934)
- Мир принадлежит нам (Svět patří nám, 1937)

### После распада дуэта
- Падение Берлина (1949) — Герман Геринг
- Пекарь императора — Император пекаря (Císařův pekař a pekařův císař, 1951) — император Рудольф II / пекарь Матей
- Жил-был король (Byl jednou jeden král, 1955) — король Я I
- Барон Мюнхгаузен (Baron Prášil, 1961) — голландский капитан
- Крик (Křik, 1963) — рассказчик, читает закадровый текст
- Вот придёт кот (Až přijde kocour, 1963) — фокусник / школьный сторож Олива
- Пан Тау (Pan Tau, 1970—1978, телесериал) — пан Виола (роль присутствует в ряде эпизодов с 1970 по 1972 годы)

### Мультипликация
- Два мороза (Dva mrazíci, 1954) — большой Мороз
- Похождения бравого солдата Швейка (Osudy dobrého vojáka Švejka, 1955) — рассказчик
- Сотворение мира (Stvoření světa, 1957) — рассказчик
- Фимфарум Яна Вериха (Fimfárum Jana Wericha, 2002) — рассказчик (использована запись авторского чтения книги)
- Фимфарум 2 (Fimfárum 2, 2006) — рассказчик (использована запись авторского чтения книги)
- Фимфарум — Бог любит троицу (Fimfárum — Do třetice všeho dobrého, 2011) — рассказчик (использована запись авторского чтения книги)